# Colocasia electa
Colocasia electa är en fjärilsart som beskrevs av Smith 1911. Colocasia electa ingår i släktet Colocasia och familjen Pantheidae. Inga underarter finns listade i Catalogue of Life.